# Noor Inayat Khan

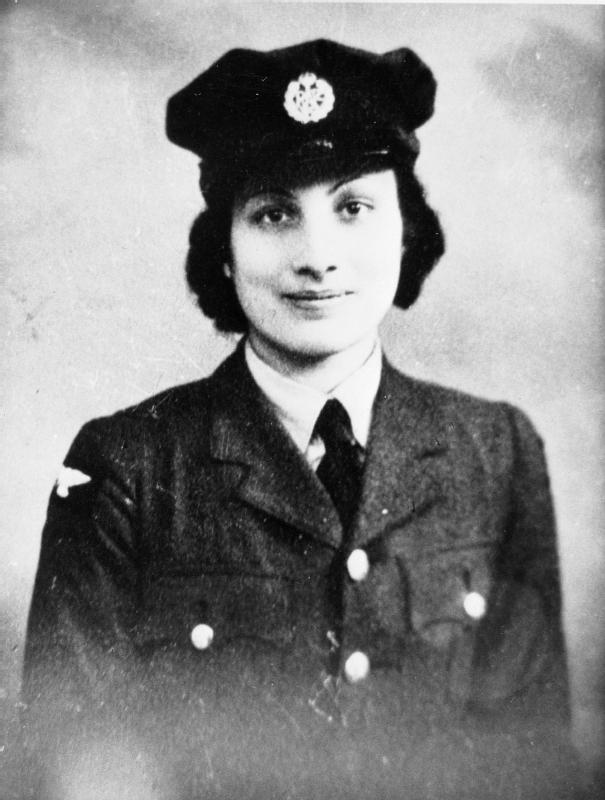
Noor Inayat Khan, Codename: Madeleine, 1943

Noor Inayat Khan GC (* 1. Januar 1914 in Moskau; † vermutlich 13. September 1944 im KZ Dachau; eigentlich Noor-un-Nisa Inayat Khan) war eine Agentin der britischen nachrichtendienstlichen Spezialeinheit Special Operations Executive (SOE).

## Leben
Khan wurde 1914 als ältestes von vier Kindern des indischen Sufi-Predigers Hazrat Inayat Khan und seiner amerikanischen Frau Ora Meena Ray Baker geboren. Einer ihrer Vorfahren war Tipu Sultan, das Oberhaupt des Königreiches Mysore. Kurz nach Noor Inayat Khans Geburt, vor Ausbruch des Ersten Weltkrieges, verließ ihre Familie Russland und zog nach Bloomsbury (London); Noor besuchte die Vorschule in Notting Hill. Als sie sechs Jahre alt war, zog sie mit ihrer Familie nach Frankreich: ein Unterstützer der Sufi-Bewegung hatte ihnen ein Haus geschenkt in Suresnes bei Paris. Als Noor 13 war, starb ihr Vater und Noor kümmerte sich um ihre jüngeren Geschwister. Sie studierte an der Sorbonne Kinderpsychologie sowie Musik am Pariser Konservatorium: Dort erhielt Khan eine Ausbildung bei Nadia Boulanger und komponierte für Harfe und Klavier.
Noor veröffentlichte Gedichte und Kindergeschichten, darunter das Buch Twenty Jataka Tales.
Bei Beginn des Zweiten Weltkrieges ließ sie sich zur Krankenschwester ausbilden, 1940 verließ sie mit ihrer Familie Paris und floh vor den deutschen Besatzern (Westfeldzug vom 10. Mai bis 25. Juni 1940) nach London. Im November 1940 trat Khan in die Women’s Auxiliary Air Force (WAAF) ein, um zum Unterhalt der Familie beitragen zu können, obwohl der Militärdienst ihrer pazifistischen religiösen Überzeugung widersprach. Sie wurde zur Funkerin ausgebildet und leistete ihren Dienst auf einem Militärflugplatz. Im Oktober 1942 wurde sie von SOE wegen ihrer perfekten Französischkenntnisse für die Sektion „F“ angeworben, um im besetzten Frankreich die Résistance zu unterstützen, und erhielt eine umfangreiche Ausbildung.
Am frühen Morgen des 17. Juni 1943 landete sie zusammen mit zwei weiteren SOE-Agentinnen, Cecily Lefort und Diana Rowden, mit Fallschirmen in der Nähe von Angers. Unter dem Tarnnamen „Madeleine“ und mit einem gefälschten Ausweis auf den Namen „Jeanne Marie Regnier“ sollte sie von Paris aus als erster weiblicher SOE-Funker für einen britischen Agentenring arbeiten, der unter seinem Leiter Francis Suttill (Tarnname „Prosper“) bereits mit der Résistance zusammenarbeitete. In den folgenden Wochen wurden zahlreiche Agenten aus dem „Prosper“-Umfeld von den Deutschen verhaftet, doch Khan konnte ihren Funkverkehr nach London noch bis Mitte Oktober aufrechterhalten. Vermutlich um den 13. Oktober 1943 wurde sie von der Gestapo festgenommen, wahrscheinlich war sie von einem Doppelagenten verraten worden.
Etwa einen Monat lang wurde Khan verhört, gab aber nichts von Bedeutung preis. Allerdings fand die Gestapo bei ihr Kopien ihrer gesendeten und empfangenen Nachrichten – in Klartext und auch verschlüsselt –, die Khan entgegen den Londoner Sicherheitsrichtlinien aufbewahrt hatte. Der deutsche militärische Nachrichtendienst (Amt Ausland/Abwehr) erhielt dadurch die Möglichkeit, mit einem sogenannten „Funkspiel“ den Funkverkehr mit London an Khans Stelle weiter zu führen und die Ankunft weiterer SOE-Agenten im Voraus zu erfahren. Nach zwei fehlgeschlagenen Fluchtversuchen wurde Khan schließlich am 27. November 1943 nach Deutschland überführt und im Rahmen des Nacht-und-Nebel-Erlasses in Pforzheim in Einzelhaft untergebracht, die über zehn Monate andauerte.
Wahrscheinlich am 10. September 1944 wurde Khan von Pforzheim aus in das Gefängnis von Karlsruhe transportiert, von wo sie in der Nacht zum 12. September mit den dort bereits seit langem inhaftierten SOE-Agentinnen Yolande Beekman, Madeleine Damerment und Eliane Plewman in das Konzentrationslager Dachau deportiert wurde. Am Morgen des 13. September mussten – nach offizieller Darstellung – die vier Frauen in der Nähe des Krematoriums auf dem sandigen Boden niederknien und wurden einzeln mit Genickschüssen getötet. Ihre Leichen wurden verbrannt.
Sie wurde fälschlich eine Zeitlang für eine der vier SOE-Agentinnen gehalten, die am 6. Juli 1944 im KZ Natzweiler-Struthof durch Injektionen getötet worden waren.

## Auszeichnungen

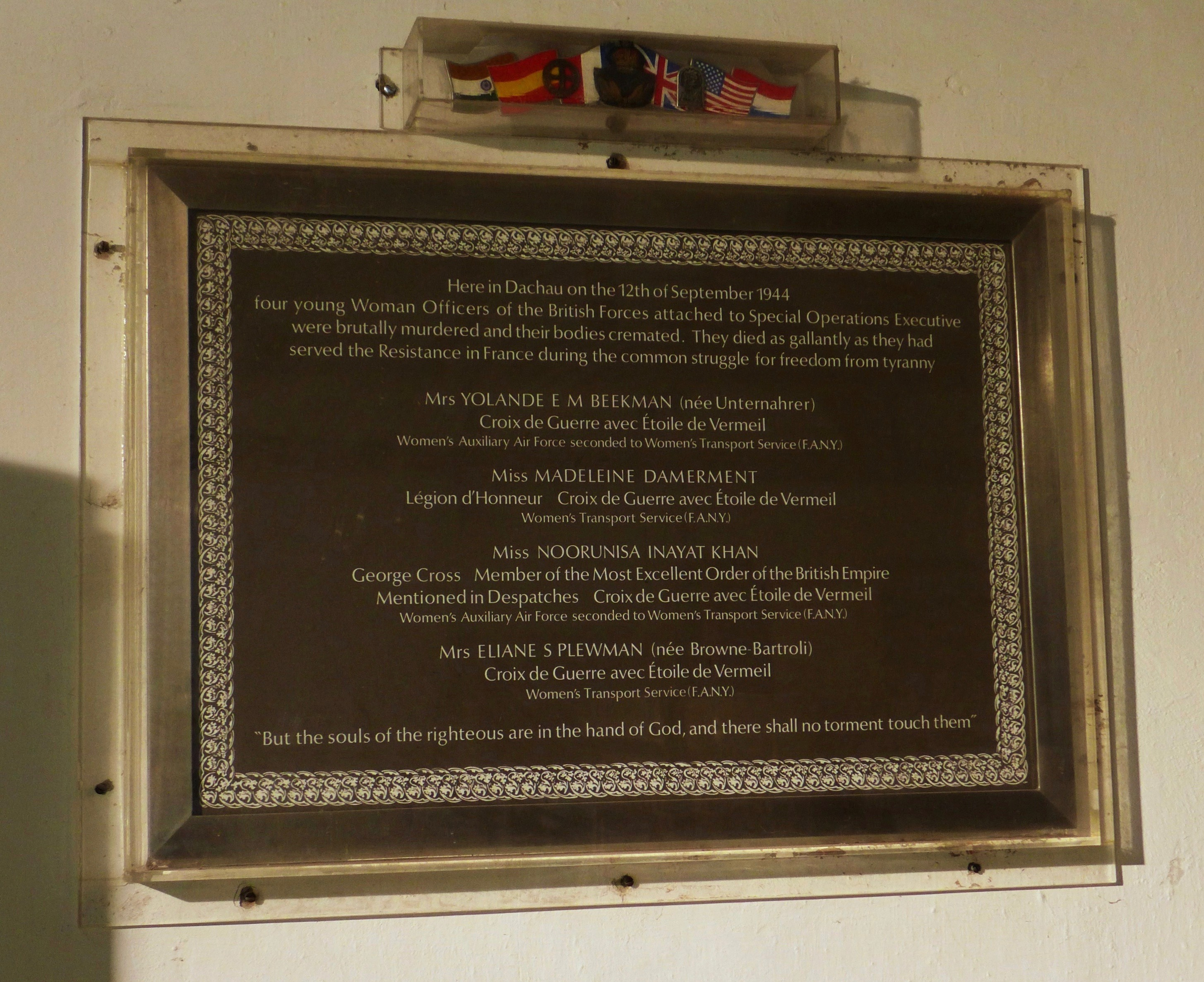
Gedenktafel aus dem Jahre 1975 im Krematorium des KZ Dachau für die britischen SOE-Kämpferinnen Y. Beekman, M. Damerment, N. Inayat Khan und E. Plewman (dort wird das Todesdatum noch mit dem 12. September 1944 angegeben)

Khan wurde posthum in Großbritannien das Georgs-Kreuz verliehen, die höchste zivile Tapferkeitsauszeichnung. In Frankreich wurde sie mit dem Croix de guerre geehrt.
Als eine von 91 Männern und 13 Frauen, die im Dienst von SOE für die Freiheit Frankreichs starben, wird sie auf dem Mémorial de Valençay in Valençay im Département Indre gewürdigt. Eine Gedenktafel im Krematorium im KZ Dachau erinnert ebenfalls an sie. Im Londoner Gordon Square Garden steht eine Statue von Noor Inayat Kahn, die Enthüllung erfolgte ihr zu Ehren durch Princess Anne.

## Siehe auch

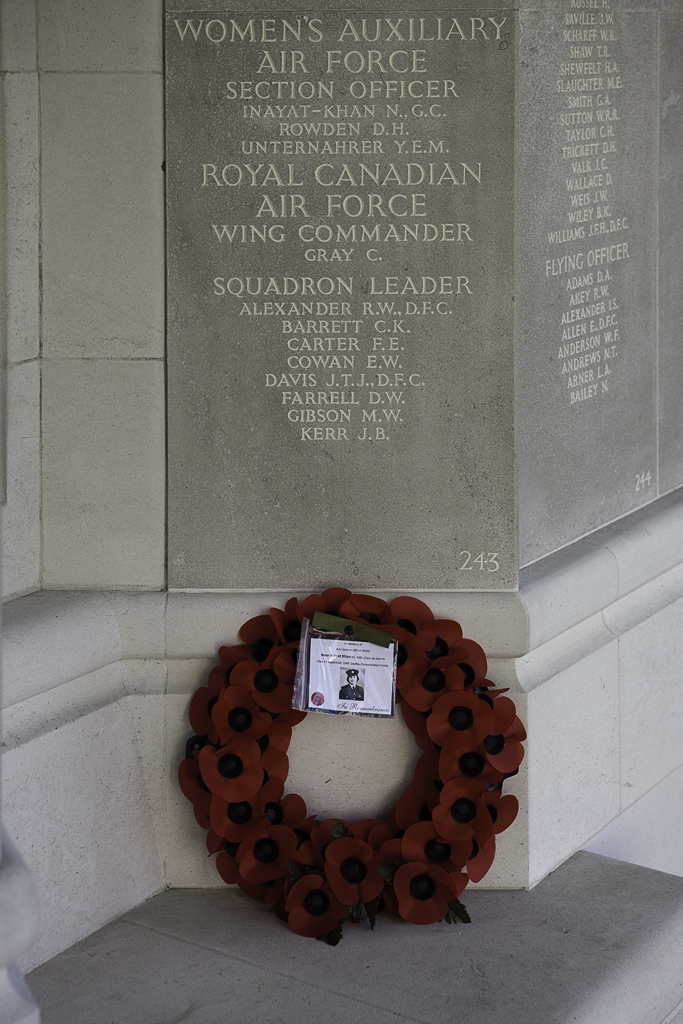
Air Forces Memorial England – Gedenken an die SOE-Offiziere ohne Grab

## Publikationen
- Twenty Jātaka Tales. G. G. Harrap, London 1939. (Stories selected from the Gâtakamâlâ by Âyre Sûra, translated from the Sanskrit, and Jātaka, translated from the Pali. Retold by Noor Inayat and pictured by H. Willebeek Le Mair. 137 pp.: 25 plates (some col.))
  - Zwanzig Jātaka Märchen. (Übs.: Eva Linck; Zeichnungen: Henriette Willebeek Le Mair.) East-West Publications Fonds, Den Haag 1978, ISBN 978-90-70104-30-6.
  - Zwanzig Jātaka-Geschichten. (Übs.: Puran Füchslin; 20 farbige Illustrationen: Stefania Mattinzioli. Hg: Petama Project.) Petama Project, Zürich 2009, ISBN 978-3-907643-11-2.
- König Akbar und seine Tochter. (Übs.: Karla Reimert; 12 farbige Illustrationen: Koizumi, Natsuyo.) Verlag Heilbronn, Heilbronn 2016, ISBN 978-3-936246-19-3.